# Cataulacus pullus
Cataulacus pullus är en myrart som beskrevs av Santschi 1910. Cataulacus pullus ingår i släktet Cataulacus och familjen myror. Inga underarter finns listade.